# Isole Eklund
Le isole Eklund sono un arcipelago situato al largo della costa di English, nella Terra di Graham, in Antartide. Le isole sono localizzate in particolare all'estremità sud-occidentale del canale di Giorgio VI, tra l'isola Alessandro I e la terraferma, e sono completamente circondate dai ghiacci che ricoprono il canale.

## Storia
La principale delle isole Eklund, lunga circa 9 km e che raggiunge un'altezza di 410 m s.l.m. fu scoperta nel dicembre 1940 da Finn Rønne e Carl R. Eklund durante il loro viaggio in slitta lungo l'intera estensione dello canale di Giorgio VI. Al tempo, tale isola, battezzata da Rønne in onore di Eklund, l'ornitologo e assistente biologo della spedizione, era l'unico rilievo che si innalzasse distintamente dal ghiaccio circostante. Quando però, nel 1949, V. E. Fuchs e R. J. Adie, del Falkland Islands Dependencies Survey, effettuarono un altro viaggio in slitta nella parte sud-occidentale del canale, grazie alla stagionale recessione dei ghiacci del canale essi furono in grado di determinare che l'isola scoperta da Rønne ed Eklund era in realtà un arcipelago di piccole isole prevalentemente coperte dal ghiaccio. Sulla base della precedente nomenclatura, il Comitato consultivo dei nomi antartici decise comunque di mantenere il nome precedente assegnandolo all'intero arcipelago.